# Gotra literata
Gotra literata là một loài tò vò trong họ Ichneumonidae.